# Antela

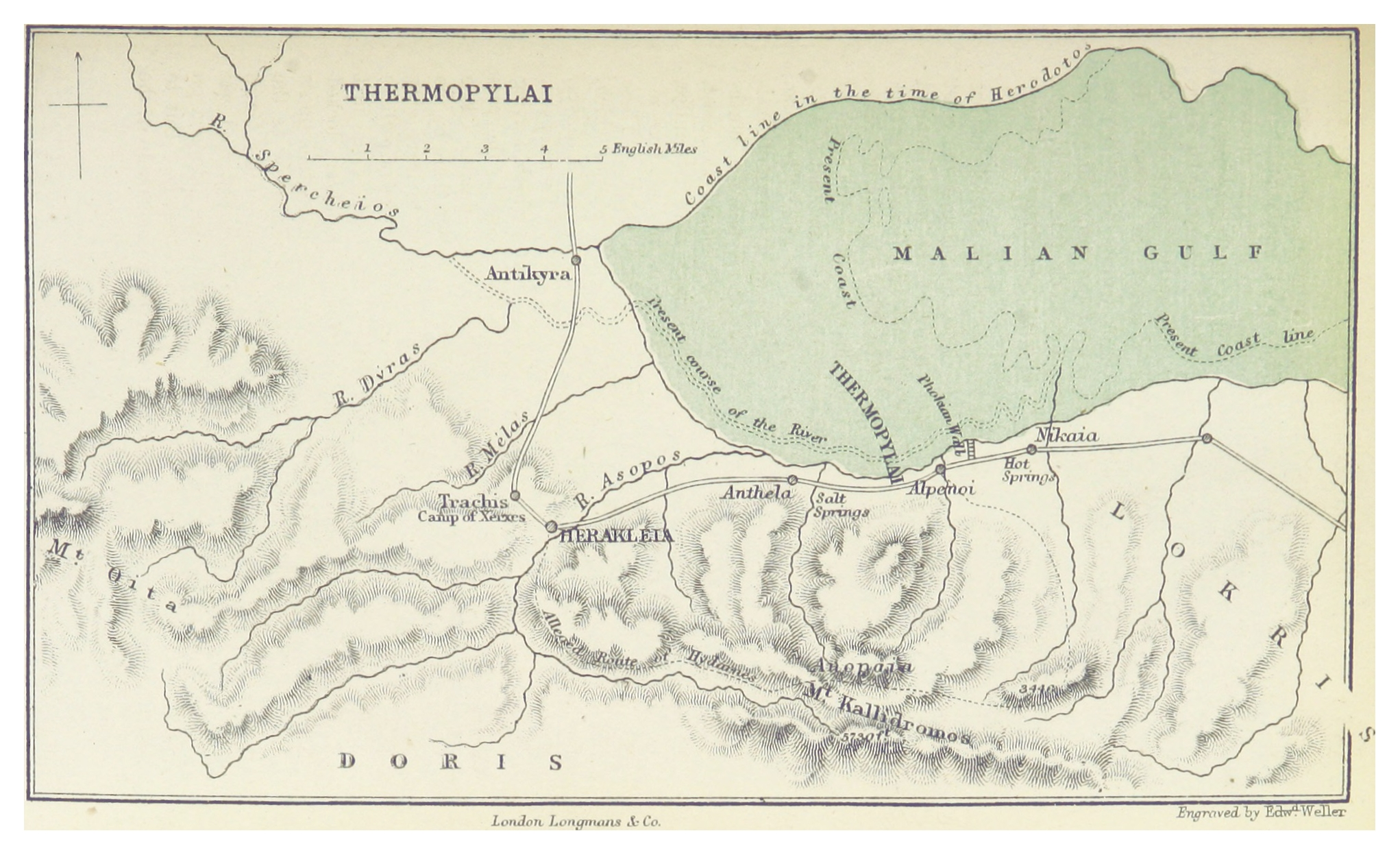
Antela en un mapa de 1876.

Antela (en griego, Ἀνθήλη) es el nombre de una antigua ciudad griega de Tesalia.
Es mencionada por Heródoto como un lugar situado entre el pequeño río Fénix y las Termópilas donde se hallaba un paso muy estrecho por el que cabía solamente un carro. Menciona también que por sus aledaños pasaba el río Asopo y que allí se hallaba un santuario de Deméter Anfictiónide, un lugar donde los anfictiones celebraban sus reuniones y un templo de Anfictión.